# The Edinburgh Gazette
Die Edinburgh Gazette ist eines von drei Gesetzblättern der britischen Regierung. Die 1699 erstmals erschienene Edinburgh Gazette wird seit 1793 ohne Unterbrechung veröffentlicht. Herausgegeben vom Stationery Office erscheint sie heute zweimal die Woche immer dienstags und freitags. Veröffentlicht werden unter anderem Meldungen zu Gesetzesvorhaben, zur Insolvenz von Firmen und zu staatlichen Finanzen. Im Unterschied zur London oder Belfast Gazette erscheinen in der Edinburgh Gazette nur solche Meldungen, die Schottland betreffen. Verantwortlich für die Herausgabe des Gesetzesblatts ist der Königlich schottische Schatzmeister.